# Carposina iophaea
Carposina iophaea is een vlinder uit de familie van de Carposinidae. De wetenschappelijke naam van de soort is voor het eerst geldig gepubliceerd in 1907 door Meyrick.